# Гравеланд
Гравеланд (нидерл. 's-Graveland) — деревня в общине Вейдемерен провинции Северная Голландия в Нидерландах. До 2002 года он был центром одноимённой общины. Деревня находится на расстоянии 5 км к западу от Хилверсюма, и расположена к востоку от Кортенхуфа. Часть деревни является заповедником с 1986 года.
Гравеланд и Кортенхуф были известны своей чистой водой, в результате чего здесь располагалось множество прачечных.

## История
Гравеланд быстро развивался в XVI и особенно в XVII веке. В 1644 году была организована первая паромная переправа и грузовые перевозки с Амстердамом. В 1648 году там появилась школа и был назначен преподаватель. В 1649 году была проведена первая ярмарка лошадей. В 1657 году архитектором из Амстердама Даниэлем Сталпартом была построена реформатская церковь.

## Транспорт
Основу городского плана составляют две старые улицы, Северный и Южный край. Там, где они стыкуются, расположен мост Smidsbrug (Кузнечный мост). Отсюда же улица Leeuwenlaan ведёт к Хилверсюму, а Kerklaan — к Кортенхуфу.

## Усадьбы
Гравеланд с XVII века был популярен среди богатых амстердамцев, которые построили, унаследовали или купили здесь усадьбы, такие как:
- Гойлуст, имеет красивый ландшафтный парк;
- Сваненбург;
- Схонорд, ныне заповедник;
- Тромпенбург, построен Корнелисом Тромпом, арендуется Рейксмюсеумом.

В Год бедствий населённому пункту был нанесён ущерб французскими войсками. Дома были разрушены, люди убиты. В 1673 году, когда французы покинули Гравеланд, он был в значительной степени отстроен заново. Также были заложены новые сады во французском стиле.

## Известные уроженцы
- Генрих-Ян Шиммель (1823-1906), прозаик и драматург
- Тьяллинг Купманс (1910-1985), экономист и математик, Нобелевский лауреат
- Густав Леонхардт (1928-2012), клавесинист, органист и дирижёр
- Ханс Хаген (1955), поэт и детский писатель